# Mihrab (pintura)
Mihrab (en turco: Mihrap), también conocida como Génesis (en francés: La Genèse)  es una pintura de 1901 del pintor turco Osman Hamdi Bey.

## Historia
La pintura se exhibió por primera vez en mayo de 1903 en la Exposición de la Royal Academy en Londres bajo el nombre francés La Genèse, que se ha interpretado como una referencia al probable embarazo de la protagonista. No está claro si el nombre proviene de los organizadores o del propio Osman Hamdi Bey. 
Se desconoce la ubicación actual del cuadro. Según algunos, el cuadro fue ocultado para protegerlo del peligro de ser dañado o destruido. Según otros, ya habría sido destruido, a manos de personas conservadoras que lo consideraban una amenaza sacrílega.

## Descripción

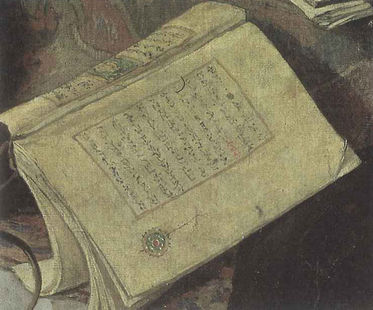
El Corán, detalle.

La pintura representa a una mujer que lleva un vestido amarillo brillante, el bindalli de influencia occidentalizada, sentada erguidamente en un gran atril coránico. Detrás de la mujer hay un mihrab de azulejos (un nicho que en las mezquitas indica la dirección de la Kaaba en La Meca, hacia donde hay que mirar durante la oración). En el suelo, a sus pies, hay varios libros sagrados de religiones orientales manuscritos, esparcidos por el suelo con descuido. Se aprecia un Corán, un Avesta zoroástrico, un texto budista, no hay ninguna Biblia. En primer plano hay un quemador de incienso de latón, cuyo humo aporta una atmósfera mística al ambiente, y a la izquierda más atrás un gran velón. La figura femenina ha sido objeto de diversas identificaciones: como la esposa del pintor, rejuvenecida e idealizada,  o más posiblemente su hija Leyla, que se encontraba embarazada en ese momento.  Mustafa Cezar, biógrafo de Osman, también planteó la hipótesis de que la modelo era la hija de una criada armenia de la casa del artista.

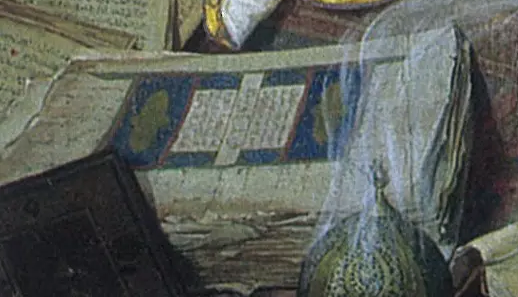
El Avesta, detalle.

## Análisis
Este cuadro, como otras pinturas de Osman Hamdi Bey, muy interesado en el patrimonio nacional, ilustra la cultura museística de su época. Todos los objetos alrededor de la mujer formaban parte de las colecciones del Museo Imperial Otomano. El museo coleccionaba objetos religiosos, pero al hacerlo los secularizaba,  convirtiéndolos en objetos valorados por sus cualidades estéticas más que por sus cualidades religiosas.
La mujer está sentada en el atril (rehal), donde habitualmente se coloca el Corán; ha desplazado al libro sagrado y ahora es ella misma el foco de atención.  También da la espalda al lugar de oración, y con ello también le ha dado la espalda a La Meca, el lugar más sagrado del Islam.
La pintura por tanto ha sido vista como blasfema, feminista y antiislámica, ya que la mujer está pisoteando libros religiosos y sentada donde debería estar el Corán; como dice el Dr. Edhem Eldem, profesor de historia: "es probablemente muy difícil imaginar una forma más ofensiva de atacar los fundamentos mismos de la tradición islámica en nombre de la promoción de la independencia y autonomía femeninas".